# Distrikt Alcamenca
Der Distrikt Alcamenca liegt in der Provinz Víctor Fajardo in der Region Ayacucho in Südzentral-Peru. Der Distrikt wurde am 9. Januar 1936 gegründet. Er besitzt eine Fläche von 116 km². Beim Zensus 2017 wurden 1583 Einwohner gezählt. Im Jahr 1993 lag die Einwohnerzahl bei 2460, im Jahr 2007 bei 2551. Sitz der Distriktverwaltung ist die 3200 m hoch gelegene Ortschaft Alcamenca mit 312 Einwohnern (Stand 2017). Alcamenca liegt knapp 14 km nordwestlich der Provinzhauptstadt Huancapi.

## Geographische Lage
Der Distrikt Alcamenca liegt im Andenhochland im zentralen Norden der Provinz Víctor Fajardo. Der Río Pampas fließt entlang der nördlichen Distriktgrenze nach Osten.
Der Distrikt grenzt im Südwesten und im Westen an den Distrikt Huamanquiquia, im Norden an die Distrikte Chuschi, María Parado de Bellido und Cangallo (alle drei in der Provinz Cangallo), im äußersten Osten an den Distrikt Huancapi sowie im Südosten an den Distrikt Huancaraylla.

## Ortschaften
Neben dem Hauptort gibt es folgende größere Ortschaften im Distrikt:
- Carampa (650 Einwohner)
- Huambo (380 Einwohner)
- Patallacta
- Unya